# 今井正
今井正（いまい ただし、1912年1月8日 - 1991年11月22日），日本電影導演，為戰後日本左翼派的知名人物，擅長反戰、反軍國主義以及社會寫實等的電影題材，知名作品有《青色山脈》。

## 生平
他曾以《純愛故事》在柏林影展獲得銀熊獎 ，後來以《武士道殘酷故事》獲得柏林影展金熊獎。

## 重要作品
- 沼澤兵學校（1939年）
- 望樓敢死隊（1943年）
- 怒海（1944年）
- 愛與誓言（1945年）
- 民眾之敵（1946年）
- 地下街24小時（1947年）
- 青色山脈（1949年）
- 姬百合之塔（1953年電影）（1953年）
- 濁水河（1953年）
- 暗無天日（1956年）
- 米（1957年）
- 純愛故事（1957年）
- 武士道殘酷故事（1963年）
- 海軍特別年少兵（1972年）
- 小林多喜二（1974年）
- 姬百合之塔（1982年電影）（1982年）
- 戰爭與青春（1991年）